# Анибале Карачи
Анибале Карачи (на италиански: Annibale Carracci) е италиански бароков художник.
Принадлежи към художническата фамилия Карачи, чийто на популярен представител е той.
Анибале заедно с брат си Агостино и братовчед си Лудовико са сред изтъкнатите фигури в италианското изкуство от края на XVI век. Почитатели и последователи са на изкуството на Ранния Ренесанс, възхищават се на постиженията в този дух и на стила на художници, като Паоло Веронезе, Тициан и Кореждо, а се противопоставят на тенденциите, към изкуственост, характерни за налагащия се по тяхно време стил на Маниеризма.

## Ранни години
Анибале Карачи е роден през 1560 г. в Болоня. Баща му е бил шивач. Като дете Анибале започва да усвоява занаята на рисуването и гравюрата, учейки се от малко по-големия си брат Агостино Карачи и братовчед си Лудовико Карачи. По примера на братовчед си, в периода 1580 – 1582 г. двамата братя предприемат пътуване до Венеция, където се запознават отблизо с изкуството на една от най-изявените школи от Северна Италия. През 1582 г. тримата основават собствено студио, наричано и академия. Малко след това те получават първата си съвместна поръчка за фреските в Палацо Фава в Болоня, които са изпълнени в периода 1583 – 1584 г. Следват две поръчки, които Анибале изпълнява сам – през 1585 г. олтарната картина, изобразяваща покръстването на Христос за църквата „San Gregorio“ в Болоня, и през 1587 г. картина, изобразяваща Успение на Пресвета Богородица за църквата „San Rocco“ в Реджо нел'Емилия.
През 1587 г. Анибале отново предприема пътуване до Парма и Венеция. В периода 1589 – 1592 г. тримата Карачи изпълняват фреските за „Палацо Magnani“ в Болоня. Веднага след това (1593 – 1594) те се заемат със стенописите и в „Палацо Sampieri“ отново в Болоня. Успоредно с това Анибале продължава да изпълнява самостоятелни поръчки за картини.

## Палацо Фарнезе
Базирайки се на плодотворното и майсторско творчество в областта на фресковата живопис, което Карачи показват в Болоня, Анибале е препоръчан от херцога на Парма – Ранучо I Фарнезе, на брат му – кардинал Одоардо Фарнезе, който е искал да облагороди огромните дълбоки зали на римското Палацо Фарнезе. В края на 1595 г. Анибале заедно с брат си Агостино заминават за Рим, за да започнат работа по стенописите в залата „Camerino“ по митологични сюжети за Херкулес.
Междувременно Анибале рисува стотици подготвителни скици за сводовете на основния салон на двореца, довели до изпълнението на големия шедьовър на художника – цикъла „The Loves of the Gods“. Работата му по фреските във „Фарнезе“ ще се превърне в едно от основните вдъхновяващи произведения за художниците от последващото столетие.
Умира през 1609 година.

## Хронология на избрани произведения
- „Успение Богородично“ (ок. 1590)  – Маслени бои/платно, 130 x 97 cm, Прадо
- „Кръщение Христово“ (1584) – Маслени бои/платно, „Св. Григорий“, Болоня
- „Мъжът, който яде фасул“ (1580 – 1590) – Маслени бои/платно, 57 x 68 cm, Галерия Колона, Рим
- „Месарница“ (1580-те) – Маслени бои/платно, 185 x 266 cm, Christ Church Picture Gallery, Оксфорд
- „Разпъване на кръста“ (1583) – Маслени бои/платно, 305 x 210 cm, Santa Maria della Carità, Болоня
- „Сваляне от кръста“ (1580 – 1600) St. Ann's, Манчестър
- „Риболов“ (преди 1595) – Маслени бои/платно, 136 x 253 cm, Лувър
- „Лов“ (преди 1595) – Маслени бои/платно, 136 x 253 cm, Лувър
- „Смеещата се младеж“ (1583) – Маслени бои/хартия, Галерия Боргезе, Рим
- „Богородица, поставена на трона от ап. Матей“ (1588) – Маслени бои/платно, 384 x 255 cm, Галерия на старите майстори, Дрезден
- „Мистичният брак на св. Катерина“ (1585 – 1587) – Маслени бои/платно, Национален музей Каподимонте, Неапол
- „Венера, Адонис и Купидон“ (ок. 1595) – Маслени бои/платно, 212 x 268 cm, Прадо, Мадрид
- „Речен пейзаж“ (ок. 1599) – Маслени бои/платно, Национална художествена галерия, Вашингтон]
- „Венера и Адонис“ (ок. 1595) – Маслени бои/платно, 217 x 246 cm, Музей на историята на изкуството, Виена
- „Венера със сатир и Купидон“ (ок. 1588) – Маслени бои/платно, 112 x142 cm, Уфици, Флоренция
- „Богородица се явява пред св. Лука и Катерина“ (1592) – Маслени бои/платно, 401 x 226 cm, Лувър, Париж
- (1597 – 1605) Фрески в Палацо Фарнезе, Рим
- „Успение Богородично“ (1600 – 1601) – Маслени бои/платно, 245 x 155 cm, Санта Мария дел Пополо, Рим
- „Плач Христов“ (1606)  – Маслени бои/платно, 92,8 x 103,2 cm, Национална галерия, Лондон
- „Бягство в Египет“ (1603) – Маслени бои/платно, 122 x 230 cm, Галерия Дориа Памфили, Рим
- „Изборът на Херакъл“ (ок. 1596) – Маслени бои/платно, 167 x 273 cm, Национален музей Каподимонте, Неапол
- „Издевателствата над Христос“ (ок. 1596) – Маслени бои/платно, 60 x 69,5 cm, Национална пинакотека в Болоня
- „Пиета“ (1599 – 1600) – Маслени бои/платно, 156 x 149 cm, Национален музей Каподимонте, Неапол
- „Domine quo vadis?“ (1601 – 1602) – Oil on panel, 77,4 x 56,3 cm, Национална галерия, Лондон
- „Почивка при бягството в Египет“ (c. 1600) – Маслени бои/платно, diameter 82,5 cm, Ермитаж, Санкт Петербург
- „Автопортрет в профил“ (1590s) – Маслени бои/платно, Уфици, Флоренция
- „Автопортрет“ (ок. 1604) – Маслени бои/дърво, 42 x 30 cm, Ермитаж, Санкт Петербург
- „Мъките на св. Стефан“ (1603 – 1604)  – Маслени бои/платно, 51 x 68 cm, Лувър, Париж
- „Триптих“ (1604 – 1605) – Oil on copper and panel, 37 x 24 cm (central panel), 37 x 12 cm (всяко крило), Национална галерия за старинно изкуство, Рим
- „Светите жени на гроба Христов“  Маслени бои/платно, Ермитаж, Санкт Петербург
- „Атланта“  Sanguine, Лувър, Париж